# 生息之地
《生息之地》（英語：Living The Land）是一部2025年的中國劇情電影，由霍猛編導、剪輯。本片入選第75屆柏林影展正式競賽單元，最終獲得最佳導演銀熊獎。

## 剧情
本片以1990年代為背景，講述了一名10歲男孩在中國家鄉面臨的農村傳統和社會經濟變革的故事。

## 演員
- 汪尚 饰 徐闯
- 张楚文
- 张彦荣

## 發行
2025年2月14日，於第75屆柏林影展全球首映。

## 荣誉
| 頒獎典禮       | 獎項           | 入圍者 | 結果 |
| -------------- | -------------- | ------ | ---- |
| 第75屆柏林影展 | 金熊獎         | 霍猛   | 提名 |
| 第75屆柏林影展 | 最佳導演銀熊獎 | 霍猛   | 獲獎 |

## 外部連結
- 互联网电影数据库（IMDb）上《生息之地》的资料（英文）
- 豆瓣电影上《生息之地》的資料 （简体中文）